# Mosteiro de Stongdey
O Mosteiro de Stongdey ou Gompa de Stongdey, também escrito Stongde, Stongday, Tonday e Thonde, é  um mosteiro budista tibetano (gompa) da região de Zanskar, no Território da União do Ladaque, noroeste da Índia. Segundo a tradição, foi fundado em 1052 e no início da década de 2010 tinha cerca de 60 monges da seita Gelug. Além de ser considerado o segundo maior mosteiro de Zanskar, é importante devido a estar associado a Marpa, um iogue e lotsawa tibetano do século XI.
Ergue-se de 3 800 metros de altitude numa escarpa rochosa acima da aldeia homónima, na encosta oriental do vale do rio Tsarap, um dos principais afluentes do rio Zanskar. Encontra-se 14 km a nordeste de Padum, o principal povoado de Zanskar, 18 km a sul de Zangla e 243 km a sudeste da cidade de Cargil.

## História e descrição
Diz-se que o mosteiro de Stongdey foi fundado em 1052 por Lhodak Marpa Choski Lodos (Marpa), um discípulo de Naropa. Inicialmente pertenceu à escola Drukpa, mas cerca de quatro séculos depois da fundação, no século XV, passou a pertencer à ordem Gelug, fundada nessa altura pelo erudito tibetano Tsongkhapa.
O mosteiro tem uma série de edifícios, empilhados uns por cima dos outros na encosta rochosa. O mais baixo dele está alcandorado sobre um precipício praticamente vertical. A generalidade das informações turísticas destacam a beleza das vistas do cimo do mosteiro, de onde se pode apreciar o contraste entre a aridez nas encostas e montanhas, nomeadamente a do mosteiro com o verde do fundo do vale.
Há sete sete templos no complexo, muito bem cuidado, que contêm várias relíquias budistas. Entre eles destaca-se o gon-khang ("templo do protetor"), dedicado às divindades guardiãs budistas. Entre as obras artísticas do, destacam-se as pinturas murais de grande beleza no interior dos seus templos, que incluem uma série rara em que as figuras estão delineadas a dourado sobre um fundo escuro no templo Tshogs-khang. No du-khang (sala da assembleia ou de orações), há uma estátua de Sakyamuni, ao centro. No templo ao lado, o Chamba Lha-khang (templo de Maitreya, chamado Chamba no Ladaque), há imagens de Maitreya, Manjusri e Sakyamuni.
Outra atração de StongDey é o festival anual de Gustor, realizado no mosteiro nos dias 28.º e 29.º dia do 11.º mês do calendário tibetano, que geralmente calha no mês de junho ou julho do calendário gregoriano. Além de locais, o festival atrai centenas de turistas e o seu ponto alto são os espectáculos de danças sagradas com máscaras (cham) representadas pelos monges.